# Loch Evelix

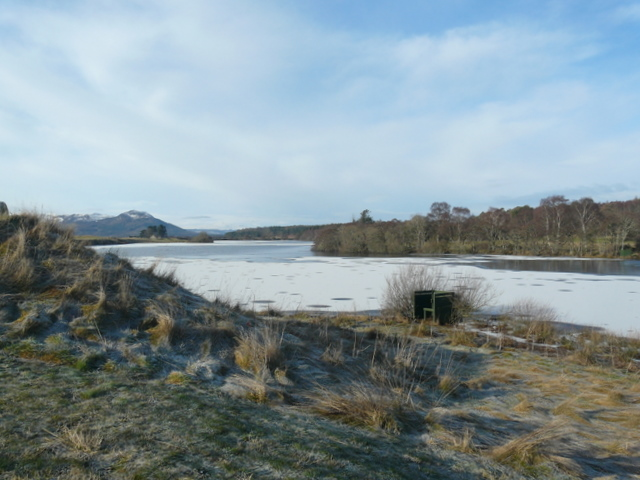
Der teilweise verschneite Loch Evelix im Winter.

Der Loch Evelix ist ein See (Loch), der in der Region Highland im Norden von Schottland liegt. In Bezug auf die traditionellen Grafschaften zählt er zu Sutherland. Er ist künstlichen Ursprungs, denn er entstand durch die Errichtung eines rund 200 Meter langen Dammes am Ende des von Osten heranströmenden Flüsschens River Evelix, unmittelbar vor seiner Mündung in den Poll na Caorach, eine am Nordufer des Dornoch Firth gelegene Bucht. Die Länge des Sees beträgt rund einen Kilometer. Gerne besucht wird er von Sportfischern, der Damm hat an seinem südlichen Ende eine Fischtreppe. Der See liegt auf dem Gelände, das zum Skibo Castle gehört.